# ポーランド継承戦争
ポーランド継承戦争（ポーランドけいしょうせんそう、ポーランド語: Wojna o sukcesję polską、ドイツ語: Polnischer Thronfolgekrieg、1733年 - 1735年）は、ポーランド王国の王位継承をめぐって勃発した18世紀ヨーロッパの戦争。

## 背景

### ポーランド継承問題
1733年2月にポーランド王アウグスト2世（兼ザクセン選帝侯フリードリヒ・アウグスト1世）が崩御すると、ポーランド貴族（シュラフタ）出身のスタニスワフ・レシチニスキが王位を請求し、娘婿にあたるフランス王ルイ15世はこれを支持した。スタニスワフは大北方戦争中の1704年から1709年まで、スウェーデンによって傀儡のポーランド王として擁立されていた（スタニスワフ1世）。
しかし、アウグスト2世の嫡出子であるザクセン選帝侯フリードリヒ・アウグスト2世もまた王位を請求し、神聖ローマ皇帝カール6世やロシア帝国のアンナ女帝の支持を得ていた。
ポーランド議会（セイム）ではスタニスワフがシュラフタ多数の賛成を得て即位したが、一部の反対派はザクセン選帝侯をポーランド王アウグスト3世と宣言した。このため、ポーランドの内戦は関係国を巻き込んで戦争に発展した。

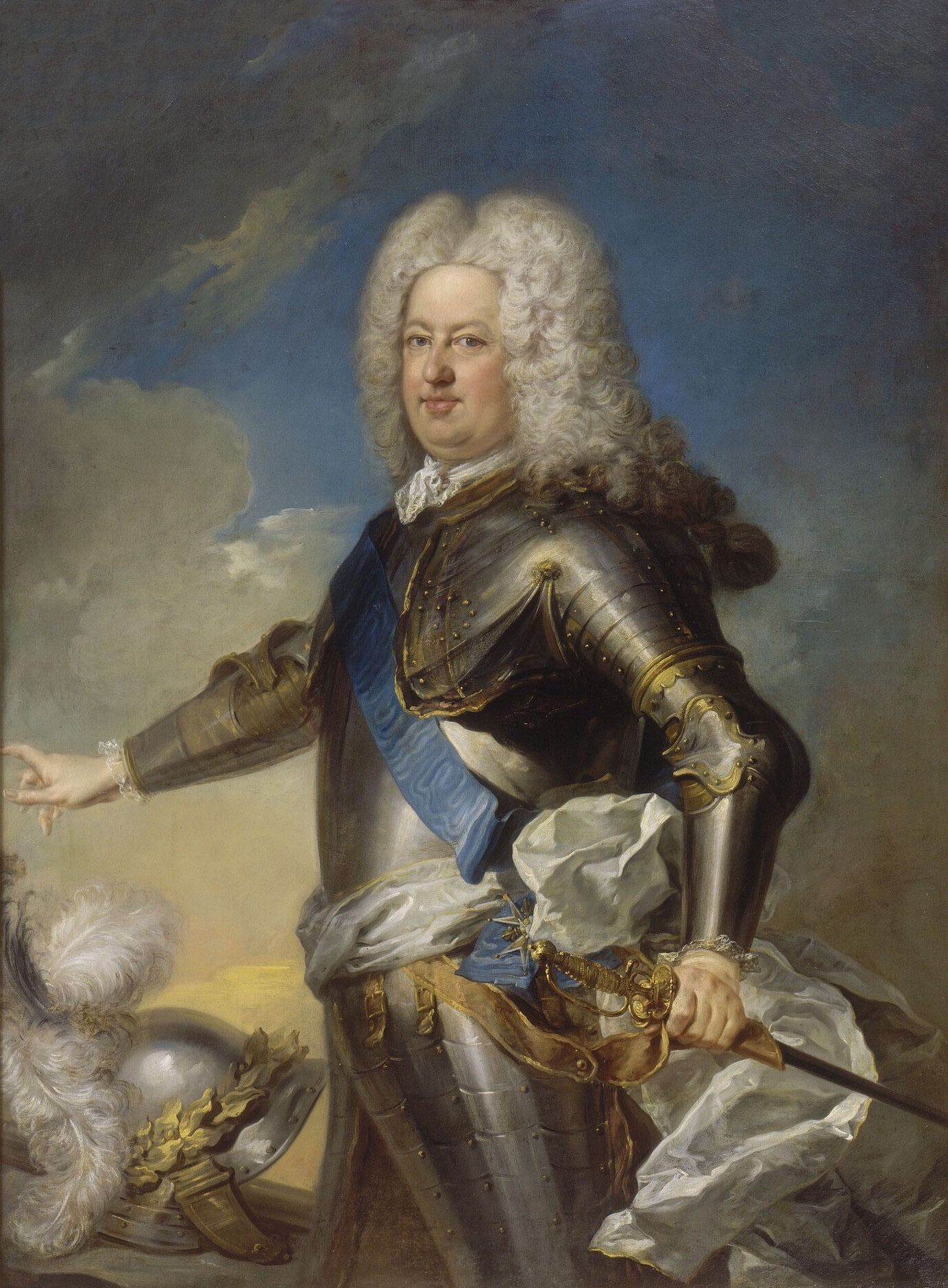
スタニスワフ・レシチニスキ、1727年画
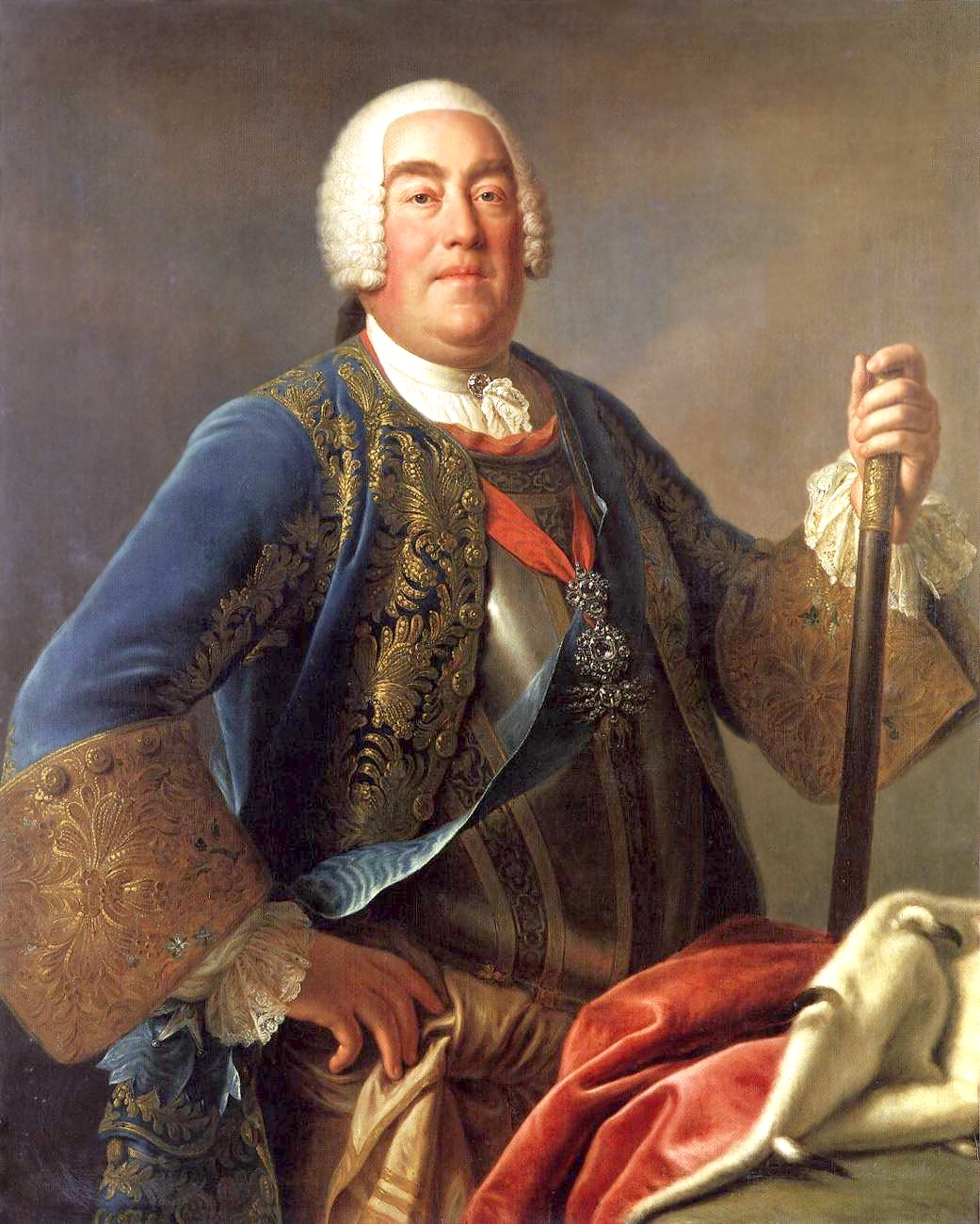
ザクセン選帝侯フリードリヒ・アウグスト2世、1755年画

### 国際情勢
大北方戦争の結果、ロシア帝国は西方への影響力を増した。また、プロイセン王国は同戦争でロシア側に付いたが、1701年に王国への昇格を果たしたばかりであり、北部ドイツで勢力を拡大していた。
ハプスブルク君主国では、カール6世に男子の後継者が無く、1720年以降は長女マリア・テレジアの王位継承（国事詔書）を家領内外に認めさせる必要に迫られていた。ザクセン選帝侯フリードリヒ・アウグスト2世は、先帝ヨーゼフ1世の女婿（カール6世の姪の夫）であり、カール6世はフリードリヒ・アウグストを支持する見返りとして、国事詔書承認をザクセンに求めようとした。
イギリスは17世紀のウィリアム3世以来、反仏政策を推進し、欧州での戦争に介入・参戦してきたが、この時期はロバート・ウォルポール首相が「国民的重商主義」の見地から平和政策を進めていたため、1731年のウィーン条約でオーストリアと同盟を結んだにもかかわらず、参戦しなかった。フランスもイギリスの参戦を防ぐべく、イギリスに近いオーストリア領ネーデルラントに侵攻しなかった。

## 戦争の経過

### 王位継承をめぐって
1733年2月1日、ポーランド王アウグスト2世が崩御すると、スタニスワフ・レシチニスキがフランス王ルイ15世の支持を得て、ポーランド王に選出された。
神聖ローマ皇帝カール6世は、プロイセン及びロシア帝国と組み、姪の夫（兄の女婿）であるザクセン選帝侯フリードリヒ・アウグスト2世を推した。同年10月、ロシアは3万の兵力でワルシャワに入城し、フリードリヒ・アウグストを王位に就けた。スタニスワフとフランス軍は北方に追われ、1734年6月に降伏した。
しかし、当時は実質的にフランス王国の宰相フルーリー枢機卿が歳出の削減を断行し、ポーランドに大軍を送り込むことを拒否した。援助金と少数の援軍でお茶を濁されたスタニスワフは、1734年にダンツィヒ攻囲戦でダンツィヒが陥落するとフランスに亡命した。
フランスは、ロンバルディアの所有権と引き換えにサルデーニャ王国を自陣に引き入れた。新興のサルデーニャ王国は、オーストリアの勢力をロンバルディアから駆逐することを求めていた。さらに、かつてスペイン王国はスペイン継承戦争の完全な終結の契機となったラシュタット条約でナポリとシチリアをハプスブルク家に割譲しており、その回復を求めてフランス側で参戦した。その結果、戦争はライン川流域とイタリア半島で継続した。

### ライン川方面
ライン川方面では、ハプスブルク軍の指揮官にプリンツ・オイゲンが起用された。オイゲン公はかねてより、国事詔書を諸邦に承認させるためには18万人の常備軍を維持すべきと主張し、カール6世も14万の常備軍を増強することに同意したものの、アウグスト2世崩御の直前に撤回していた。その結果、ハイルブロンに確保できたのは3万5000人の兵力であり、これにプロイセンの2万5000を加えても計6万人にすぎず、フランスの8万人に対して明らかな劣勢だったため、オイゲン公は決戦を回避した。
フランスはロートリンゲン公フランツ・シュテファン（後の神聖ローマ皇帝フランツ1世）の奮戦も甲斐なく、ロートリンゲン（仏：ロレーヌ）を占領し、1734年7月までにフィリップスブルク包囲戦で同要塞を陥落させた。

### イタリア方面
1733年11月、ピッツィゲットーネ包囲戦でフランス王国とサルデーニャ王国による両国軍とオーストリア領ミラノ公国が初めて衝突し、両国軍は11月にミラノを占領した。
翌1734年6月のサン・ピエトロの戦いでは、ハプスブルク側のクロード・フロリモン・ド・メルシー伯爵（元帥）が戦死する激突となり、ハプスブルク側が勝利する。しかし、同年9月のグアスタッラの戦いはフランス・サルデーニャ側が勝利し、戦局は一進一退だった。
ナポリやシチリアにはスペインが艦隊を派遣し、1734年5月10日にナポリが陥落した。スペインはナポリを拠点に各地を攻略した（詳細はカプア包囲戦 (1734年)を参照）。1735年には、フェリペ5世の王子カルロスがナポリ・シチリア王の「カルロ7世および5世」として即位した。

## 和平

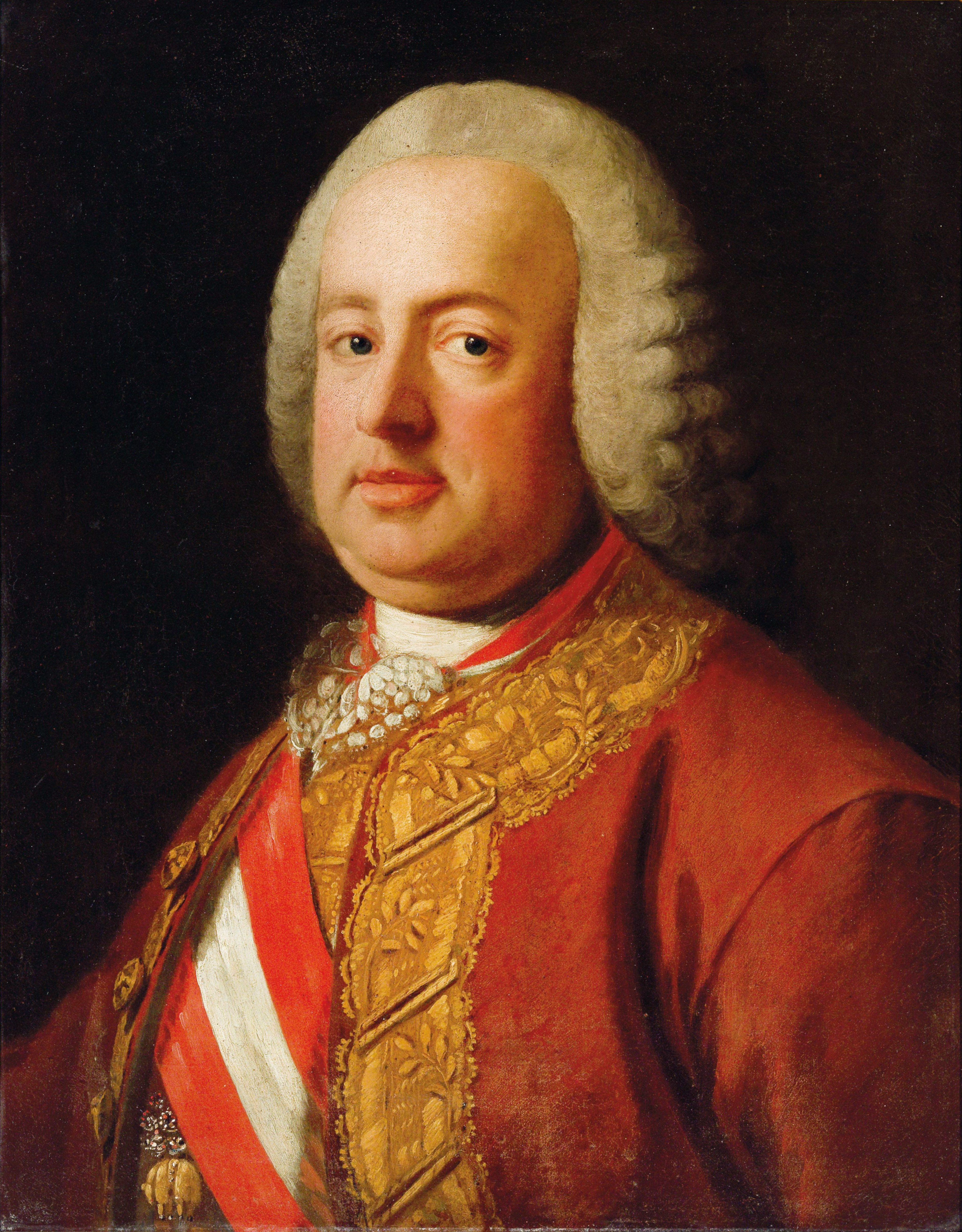
ロートリンゲン公フランツ・シュテファン、1730年頃画

1735年にウィーン予備条約で領土再編が図られ、平和が回復した。スタニスワフはそれまでの王号を認められるが、1736年以降にポーランド王位は放棄し、ロレーヌ公国とバール公国を補償として与えられた。これらの領土はスタニスワフ1代限りで、その死後はフランス王に返還することが定められた。
領土を奪われたロートリンゲン公フランツ・シュテファンは、メディチ家の最後の君主ジャン・ガストーネの没後にトスカーナ大公国を与えられることが約束され、1737年にトスカーナ大公に即位した。スペインはナポリとシチリアを獲得し、代償としてパルマ公国をオーストリアに割譲した。オーストリアのロンバルディア地方領有は認められ、サルデーニャは特に得るところはなかった。
フランツ・シュテファン側が不利な条件を受け入れたのは、マリア・テレジアとの結婚を諸邦に認めさせるためでもあった。
この予備条約は長い交渉を経て、1738年に調印された。フリードリヒ・アウグストのポーランド王位が確保されたが、ハプスブルク家はライン川流域の領土を減らし、東方的な性質が強化されることとなった。